# Irven Ávila
Irven Beybe Ávila Acero (Huánuco, 2 de julio de 1990) es un futbolista peruano. Juega como delantero y su equipo actual es el Sporting Cristal de la Liga 1.

## Trayectoria
Fue formado en las divisiones menores de la academia de Roberto Drago. Luego de su participación en el Torneo Sudamericano que otorgaba clasificación al Mundial Sub-17 de Corea y la histórica consecución de un lugar en la Copa Mundial Sub-17 de 2007, despertó el interés de diversos clubes de provincia y la capital. 

### Universitario de Deportes
Finalizada la temporada 2007, fue presentado como parte del equipo que sería dirigido por el argentino Ricardo Gareca, con muchas expectativas, pues tenía muchas ganas de hacerse un nombre en la institución.
Sin embargo, el entrenador argentino se decantó por utilizar a los peruanos Roberto Jiménez y Gianfranco Labarthe y al colombiano Héctor Hurtado, quienes contaban con la primera opción y rindieron a gran nivel durante el Torneo Apertura, que finalmente terminarían campeonando. Por este motivo fue que recién en el Torneo Clausura, ante un notorio bajón futbolístico y físico del equipo, se optó por darle la oportunidad a otros nombres del plantel. 
En este contexto, el 17 de agosto de 2008, Ávila pudo marcar su debut profesional tras ingresar a jugar los últimos minutos del encuentro frente al Coronel Bolognesi de Tacna. Ingresó al campo en reemplazo del colombiano Héctor Hurtado, portando la camiseta 16 del cuadro crema.
Luego de eso, fue utilizado en otros 5 encuentro más, en su mayoría partiendo desde el banco y sin poder anotar goles.

### Sport Huancayo
Luego de la evidente falta de presencias en el equipo titular y tras no ser tomado en cuenta por el director técnico del cuadro crema para el 2009, el peruano Irven Avila, decide fichar por el Sport Huancayo por todo el 2009, logrando convertirse en jugador titular y goleador del equipo con 13 tantos. Además, clasificó a la Copa Sudamericana 2010 al quedar en cuarta posición en el acumulado del Campeonato Descentralizado 2009.
En la temporada 2010 volvió a recibir la confianza y se afianzó como titular indiscutible en Sport Huancayo. Llegó a marcar 17 goles, aunque ello no fue suficiente para que su equipo logre clasificar a un torneo internacional. 
En el año 2011, realizó otra gran campaña con el Sport Huancayo, esta vez dirigido por el peruano Roberto Mosquera, siendo goleador con 14 tantos y clasificando a la Copa Libertadores 2012. Al final del año fue elegido como mejor delantero y mejor jugador del Campeonato Descentralizado 2011, por lo que despertó el interés de clubes como Alianza Lima y Sporting Cristal. 
Tras confirmarse a Roberto Mosquera como flamente técnico del Sporting Cristal para la temporada 2012, es anunciado como refuerzo del equipo rimense, marcando su regreso a un equipo grande.

### Sporting Cristal
A inicios del 2012, firmó su contrato con Sporting Cristal, por dos temporadas. A principio le costó adaptarse al equipo pero, poco a poco fue subiendo su nivel juego hasta ser titular, conformando un poderoso tridente en ataque con los peruanos Hernán Rengifo y Junior Ross, logrando así ser pieza fundamental en la consecución del título desimosexto para el Sporting Cristal. Al finalizar la temporada marcó 15 goles y clasificó a la Libertadores 2013.
Para la temporada 2013 el equipo sufre cambios en la plantilla por su participación en la Copa Libertadores, firmando refuerzos en varias líneas del campo. Sin embargo, el equipo no logró superar la fase de grupos, aunque la participación de Ávila fue muy destacable al marcar 4 goles en 6 partidos, incluido un doblete al Libertad de Paraguay de visita.
En el Descentralizado 2013 su participación volvió a ser importante y logra anotar 22 tantos, clasificando nuevamente con el club celeste a la Copa Libertadores. Repitió buenas actuaciones en el Descentralizado 2014, donde volvió a coronarse campeón, esta vez bajo la dirección del argentino Daniel Ahmed y en el Descentralizado 2015, donde logró un subcampeonato. Para este momento ya era conocido el interés del jugador por emigrar, pues ya tenía 25 años y había mostrado un nivel importante a nivel local.
Sin embargo, a pesar de muchas especulaciones que lo colocaban en clubes de Argentina, Portugal o Brasil, todavía no podía cerrarse una venta importante para el Club y el jugador, por lo que comenzó el Descentralizado 2016 con el Sporting Cristal, volviendo a mostrar un buen nivel a nivel local y mucha competitividad en la Copa Libertadores. Finalmente, a mediados de año se confirma su cesión a un importante equipo ecuatoriano.

### Liga de Quito
El 1 de agosto de 2016 se confirma el fichaje de Irven Ávila al LDU de Ecuador por un año. Sin embargo, a pesar de que fue contratado para suplir la necesidad de fuerza ofensiva, no cumplió con las expectativas. Regresa al Sporting Cristal tras una mala temporada en Ecuador, despidiéndose con el saldo de haber jugado 13 encuentros y haber anotado solo 1 gol.

### Lobos BUAP
A finales del año 2017 fichó con los Lobos BUAP de México, para disputar el Torneo Clausura de la Liga MX. Logró destacar durante el poco tiempo que estuvo en el club, anotando 2 goles en 17 encuentros, pero jugando desde una posición más retrasada.

### Monarcas Morelia
Para el 2018 dejó el Lobos BUAP para fichar por los Monarcas Morelia, quienes buscaban un delantero con características similares a las de Raúl Ruidíaz, que había sido vendido tras sensacionales temporadas.
En este equipo permaneció toda la temporada 2018-2019, anotando 3 goles en 24 encuentros. Sin embargo, tras perder protagonismo en la monarquía, se volvía inminente su retorno al Perú.

### FBC Melgar
La falta de continuidad en el Monarcas Morelia hizo que emigre de la Primera División de México, firmando por el club peruano FBC Melgar para jugar el Clausura 2019 de la Liga 1 2019 (Perú).
De cara a la Temporada 2020, ya con 30 años, fue pieza fundamental del ataque, donde compartió roles con el goleador mexicano Othoniel Arce. Sin embargo, no pudo afianzarse como titular, siendo mayormente utilizado como recambio o acompañante del goleador mexicano.

### Sporting Cristal
Finales de 2020 es anunciado como nuevo jugador del campeón peruano Sporting Cristal.
Para asumir la Liga 1 y la  Copa CONMEBOL Libertadores. Si bien su nueva historia con la celeste no ha sido la más destacada le sirvió para convertirse en el quinto goleador histórico del club del Rímac.

## Selección nacional
Ha sido internacional con la Selección del Perú en la categoría sub-17. Participó en el Mundial Sub-17 de 2007 de Corea del Sur. 
A pesar de su buen performance en la Sub-17 y que en el año 2009 había iniciado el año jugando a buen nivel en el Sport Huancayo, sorprendió al no ser tomado en cuenta por el técnico Tito Chumpitaz como parte de la Selección Sub-20 que disputaría un lugar en el mundial juvenil. Trascendió que existía una mala relación con el entrenador, pues cuando estaba en la U no había podido acudir a entrenamientos de la selección por coincidir con entrenamientos del club, lo que se interpretó como una falta de compromiso. Además, el entrenador prefería utilizar a Jairsinho Baylón y Juan José Barros en ataque, teniendo como recambio al también "Jotita" Cristian La Torre, dejando pocas posibilidades de alternar para el jugador huanuqueño. 
Superado estos hechos, su esperado debut con la selección absoluta se produjo el 5 de septiembre de 2009 en la victoria de Perú sobre Uruguay por 1-0 en Lima por las Eliminatorias a Sudáfrica 2010. No ha convertido goles pero hizo una asistencia a Yordy Reyna en un partido amistoso ante Trinidad y Tobago en 2013.
Fue parte del proceso clasificatorio para Rusia 2018, que significaría el regreso del Perú a los mundiales, sin embargo, no pudo destacarse y lograr un lugar en la recta final de las clasificatorias ni en el plantel de 23 jugadores que jugarían la Copa del Mundo.

## Estadísticas
| Universitario de Deportes · Perú | 1.ª                 |                     |     |     |    |    |    |    |     |     |      |
| Universitario de Deportes · Perú | 1.ª                 | 2008                | 7   | 0   | —  | —  | —  | —  | 7   | 0   | 0    |
| Universitario de Deportes · Perú | Total club          | Total club          | 7   | 0   | 0  | 0  | 0  | 0  | 7   | 0   | 0    |
| Sport Huancayo · Perú | 2.ª                 | 2009                | 40  | 13  | —  | —  | —  | —  | 40  | 13  | 0.33 |
| Sport Huancayo · Perú | 1.ª                 | 2010                | 42  | 16  | —  | —  | 2  | 0  | 44  | 16  | 0.36 |
| Sport Huancayo · Perú | 1.ª                 | 2011                | 29  | 14  | 2  | 3  | —  | —  | 31  | 17  | 0.55 |
| Sport Huancayo · Perú | Total club          | Total club          | 111 | 43  | 2  | 3  | 2  | 0  | 115 | 46  | 0.4  |
| Sporting Cristal · Perú | 1.ª                 |                     |     |     |    |    |    |    |     |     |      |
| Sporting Cristal · Perú | 1.ª                 | 2012                | 40  | 15  | —  | —  | —  | —  | 40  | 15  | 0.38 |
| Sporting Cristal · Perú | 1.ª                 | 2013                | 38  | 18  | —  | —  | 6  | 4  | 44  | 22  | 0.5  |
| Sporting Cristal · Perú | 1.ª                 | 2014                | 30  | 13  | 12 | 7  | 2  | 2  | 44  | 22  | 0.48 |
| Sporting Cristal · Perú | 1.ª                 | 2015                | 36  | 12  | 6  | 0  | 6  | 0  | 48  | 12  | 0.25 |
| Sporting Cristal · Perú | 1.ª                 | 2016                | 19  | 5   | —  | —  | 6  | 1  | 25  | 6   | 0.2  |
| Sporting Cristal · Perú | 1.ª                 | 2017                | 40  | 22  | —  | —  | 5  | 0  | 45  | 22  | 0.49 |
| Sporting Cristal · Perú | 1.ª                 | 2021                | 27  | 10  | —  | —  | 10 | 0  | 37  | 10  | 0.27 |
| Sporting Cristal · Perú | 1.ª                 | 2022                | 38  | 10  | —  | —  | 6  | 0  | 44  | 10  | 0.23 |
| Sporting Cristal · Perú | 1.ª                 | 2023                | 27  | 2   | —  | —  | 9  | 3  | 36  | 5   | 0.14 |
| Sporting Cristal · Perú | 1.ª                 | 2024                | 31  | 5   | —  | —  | 2  | 0  | 33  | 5   | 0.11 |
| Sporting Cristal · Perú | Total club          | Total club          | 326 | 112 | 18 | 7  | 52 | 10 | 396 | 129 | 0.33 |
| Liga de Quito · Ecuador | 1.ª                 | 2016                | 12  | 1   | —  | —  | —  | —  | 12  | 1   | 0.08 |
| Liga de Quito · Ecuador | Total club          | Total club          | 12  | 1   | 0  | 0  | 0  | 0  | 12  | 1   | 0.08 |
| Lobos de la BUAP · México | 1.ª                 |                     |     |     |    |    |    |    |     |     |      |
| Lobos de la BUAP · México | 1.ª                 | 2017-18             | 16  | 2   | 2  | 2  | —  | —  | 18  | 4   | 0.22 |
| Lobos de la BUAP · México | Total club          | Total club          | 16  | 2   | 2  | 2  | 0  | 0  | 18  | 4   | 0.22 |
| Monarcas Morelia · México | 1.ª                 |                     |     |     |    |    |    |    |     |     |      |
| Monarcas Morelia · México | 1.ª                 | 2018-19             | 18  | 2   | 6  | 1  | —  | —  | 24  | 3   | 0.13 |
| Monarcas Morelia · México | Total club          | Total club          | 18  | 2   | 6  | 1  | 0  | 0  | 24  | 3   | 0.13 |
| F. B. C. Melgar · Perú | 1.ª                 | 2019                | 13  | 2   | —  | —  | —  | —  | 13  | 2   | 0.15 |
| F. B. C. Melgar · Perú | 1.ª                 | 2020                | 25  | 5   | —  | —  | 4  | 0  | 29  | 5   | 0.17 |
| F. B. C. Melgar · Perú | Total club          | Total club          | 38  | 7   | 0  | 0  | 4  | 0  | 42  | 7   | 0.17 |
| Total en su carrera | Total en su carrera | Total en su carrera | 514 | 162 | 28 | 12 | 52 | 9  | 594 | 186 | 0.31 |
| (1) Incluye datos del Torneo del Inca, Copa México y Copa Bicentenario. (2) Incluye datos de la Copa Libertadores y Copa Sudamericana. (3) Media de goles por encuentro. No incluye goles en partidos amistosos. |                     |                     |     |     |    |    |    |    |     |     |      |

### Hat-tricks
| 1 | 27 de octubre de 2013   | Estadio Alberto Gallardo, Lima | Sporting Cristal - Pacífico       |  | 5 - 0 | Campeonato Descentralizado 2013 |
| 2 | 10 de noviembre de 2013 | Estadio Alberto Gallardo, Lima | Sporting Cristal - Real Garcilaso |  | 5 - 2 | Campeonato Descentralizado 2013 |

### Selecciones
| Selección | Temporada     | Amistosos | Amistosos | Amistosos | Sudamérica(1) | Sudamérica(1) | Sudamérica(1) | Mundial(2) | Mundial(2) | Mundial(2) | Total | Total | Total  | Media goleadora |
| Selección | Temporada     | Part.     | Goles     | Asist.    | Part.         | Goles         | Asist.        | Part.      | Goles      | Asist.     | Part. | Goles | Asist. | Media goleadora |
| --- | ------------- | --------- | --------- | --------- | ------------- | ------------- | ------------- | ---------- | ---------- | ---------- | ----- | ----- | ------ | --------------- |
| Sub-17 · Perú | 2007          | —         | —         | —         | 5             | 0             | 0             | 5          | 0          | 0          | 10    | 0     | 0      | 0,00            |
| Sub-17 · Perú | Total         | 0         | 0         | 0         | 5             | 0             | 0             | 5          | 0          | 0          | 10    | 0     | 0      | 0,00            |
| Adulta · Perú | 2009          | 1         | 0         | 0         | 1             | 0             | 0             | —          | —          | —          | 2     | 0     | 0      | 0,00            |
| Adulta · Perú | 2011          | 2         | 0         | 0         | —             | —             | —             | —          | —          | —          | 2     | 0     | 0      | 0,00            |
| Adulta · Perú | 2012          | 2         | 0         | 0         | 1             | 0             | 0             | —          | —          | —          | 3     | 0     | 0      | 0,00            |
| Adulta · Perú | 2013          | 1         | 0         | 1         | —             | —             | —             | —          | —          | —          | 1     | 0     | 1      | 0,00            |
| Adulta · Perú | 2014          | 1         | 0         | 0         | —             | —             | —             | —          | —          | —          | 1     | 0     | 0      | 0,00            |
| Adulta · Perú | 2015          | 1         | 0         | 0         | —             | —             | —             | —          | —          | —          | 1     | 0     | 0      | 0,00            |
| Adulta · Perú | 2016          | —         | —         | —         | 2             | 0             | 0             | —          | —          | —          | 2     | 0     | 0      | 0,00            |
| Adulta · Perú | Total         | 8         | 0         | 1         | 4             | 0             | 0             | 0          | 0          | 0          | 13    | 0     | 1      | 0,00            |
| Total carrera | Total carrera | 8         | 0         | 1         | 9             | 0             | 0             | 5          | 0          | 0          | 23    | 0     | 1      | 0,00            |
| (1) Incluye los partidos del Sudamericano Sub-17, Clasificatorias Sudamericanas (2009-). (2) Incluye los partidos del Copa Mundial de Fútbol Sub-17. |               |           |           |           |               |               |               |            |            |            |       |       |        |                 |

### Resumen estadístico
| Competición           | Partidos | Goles | Promedio | Asistencias | Promedio | Goles y asistencias | Promedio |
| --------------------- | -------- | ----- | -------- | ----------- | -------- | ------------------- | -------- |
| Primera División      | 462      | 171   | 0,34     | 87          | 0,19     | 245                 | 0,53     |
| Copas nacionales      | 14       | 8     | 0,57     | 2           | 0,14     | 10                  | 0,71     |
| Copas Internacionales | 41       | 7     | 0,17     | 4           | 0,10     | 11                  | 0,27     |
| Selección adulta      | 13       | 0     | 0,00     | 1           | 0,07     | 1                   | 0,07     |
| Selección Sub-17      | 10       | 0     | 0,00     | 0           | 0,00     | 0                   | 0,00     |
| Total                 | 540      | 186   | 0,32     | 94          | 0,17     | 267                 | 0,49     |

## Palmarés

### Campeonatos nacionales
| Título            | Club             | País | Año  |
| ----------------- | ---------------- | ---- | ---- |
| Primera División  | Sporting Cristal | Perú | 2012 |
| Primera División  | Sporting Cristal | Perú | 2014 |
| Copa Bicentenario | Sporting Cristal | Perú | 2021 |

### Torneos cortos
| Título          | Club             | País | Año  |
| --------------- | ---------------- | ---- | ---- |
| Torneo Apertura | Universitario    | Perú | 2008 |
| Torneo Clausura | Sporting Cristal | Perú | 2014 |
| Torneo Apertura | Sporting Cristal | Perú | 2015 |
| Torneo Apertura | Sporting Cristal | Perú | 2021 |

### Distinciones individuales
| Distinción                                      | Año  |
| ----------------------------------------------- | ---- |
| Máximo asistidor del Torneo de Verano           | 2017 |
| Mejor delantero de la Primera División del Perú | 2011 |
| Mejor jugador de la Primera División del Perú   | 2011 |
| Goleador de la Primera División del Perú        | 2017 |